# Julie Studer-Steinhäuslein
Julie Luise Studer-Steinhäuslein (* 9. April 1853; † 17. August 1924 in Bern) war eine Schweizer Frauenrechtlerin.

## Leben
Julie wurde als Tochter des Karl Alexander Steinhäuslein sowie der Julie Dubois geboren und heiratete den Berner Apotheker Bernhard Studer. Sie war ab 1900 im Nationalvorstand und von 1904 bis 1914 Präsidentin des schweizerischen Zweigs der Organisation «Freundinnen junger Mädchen». Während des Ersten Weltkriegs arbeitete sie als Mitarbeiterin des Roten Kreuzes. Ab 1920 war Studer-Steinhäuslein Präsidentin der internationalen Vereinigung der Freundinnen junger Mädchen. In dieser Funktion war sie Mitglied der beratenden Kommission des Völkerbunds, welche die Vereinbarungen zur Bekämpfung des Frauen- und Kinderhandels überwachte. Studer-Steinhäuslein setzte sich dafür ein, dass in der internationalen Konvention zur Unterdrückung des Frauen- und Kinderhandels von 1921 strenge Strafbestimmungen festgeschrieben wurden.